# Liste der Monuments historiques in Bonnet
Die Liste der Monuments historiques in Bonnet führt die Monuments historiques in der französischen Gemeinde Bonnet auf.

## Liste der Immobilien
| Bezeichnung         | Beschreibung           | Standort          | Kennzeichnung | Schutzstatus | Datum | Bild           |
| ------------------- | ---------------------- | ----------------- | ------------- | ------------ | ----- | -------------- |
| Kirche St-Florentin | ab dem 13. Jahrhundert | Grande Rue (Lage) | PA00106500    | Classé       | 1909  | weitere Bilder |

## Liste der Objekte
| Bezeichnung                                | Beschreibung | Standort                          | Kennzeichnung | Schutzstatus | Datum | Bild |
| ------------------------------------------ | --- | --------------------------------- | ------------- | ------------ | ----- | ---- |
| Epitaph für Pierre Charles Rémi de Cournon | Marmor, bezeichnet 1774                                                                                             | in der Kirche St-Florentin (Lage) | PM55000125    | Classé       | 1988  |      |
| Triumphkreuz                               | Holz, farbig gefasst, 16. Jahrhundert                                                                               | in der Kirche St-Florentin (Lage) | PM55001601    | Inscrit      | 1987  |      |
| Epitaph für Jeanne Madeleine Michau        | Marmor, bezeichnet 1710                                                                                             | in der Kirche St-Florentin (Lage) | PM55001604    | Inscrit      | 1999  |      |
| Skulptur eines Engels mit Trompete         | Holz, farbig gefasst, 18. Jahrhundert                                                                               | in der Kirche St-Florentin (Lage) | PM55001606    | Inscrit      | 2001  |      |
| Epitaph für Anthoine de Haldat             | Marmor, teilweise vergoldet, bezeichnet 1693                                                                        | in der Kirche St-Florentin (Lage) | PM55001605    | Inscrit      | 1999  |      |
| Liegefigur des heiligen Florentin          | Stein, Ende des 14. Jahrhunderts                                                                                    | in der Kirche St-Florentin (Lage) | PM55000123    | Classé       | 1907  |      |
| Skulptur Heilige Maria Magdalena           | Kalkstein, übertüncht, Mitte des 17. Jahrhunderts                                                                   | in der Kirche St-Florentin (Lage) | PM55000126    | Classé       | 1988  |      |
| Reliquienkrone des heiligen Florentin      | Messing, Kupfer, Knochen, 17. Jahrhundert                                                                           | in der Kirche St-Florentin (Lage) | PM55000843    | Classé       | 1991  |      |
| 58 Kirchenbänke                            | Eichenholz, 1723 | in der Kirche St-Florentin (Lage) | PM55001600    | Inscrit      | 1987  |      |
| Skulptur Unterweisung Mariens              | Kalkstein, farbig gefasst, Ende des 16. Jahrhunderts                                                                | in der Kirche St-Florentin (Lage) | PM55001602    | Inscrit      | 1987  |      |
| Florentinsaltar                            | Altartisch und Nischenretabel; Kalkstein, teilweise vergoldet, bezeichnet 1694; zugehörig PM55001607 bis PM55001609 | in der Kirche St-Florentin (Lage) | PM55001603    | Inscrit      | 1996  |      |
| Skulptur Heiliger Dominikus                | Stein, Ende des 17. Jahrhunderts                                                                                    | in der Kirche St-Florentin (Lage) | PM55001607    | Inscrit      | 1996  |      |
| Skulptur Heilige Magdalena                 | Stein, Ende des 17. Jahrhunderts                                                                                    | in der Kirche St-Florentin (Lage) | PM55001608    | Inscrit      | 1996  |      |
| Skulptur Heiliger Florentin                | Stein, Ende des 17. Jahrhunderts                                                                                    | in der Kirche St-Florentin (Lage) | PM55001609    | Inscrit      | 1996  |      |
| Wandgemälde Leben des heiligen Florentin   | aus dem 15. Jahrhundert                                                                                             | in der Kirche St-Florentin (Lage) | PM55000124    | Classé       | 1907  |      |